# Давід Да Коста
Давід Да Коста (нім. David Da Costa, нар. 19 квітня 1986, Цюрих) — швейцарський футболіст, воротар клубу «Лугано».

## Ігрова кар'єра
Народився 19 квітня 1986 року в місті Цюрих. Вихованець футбольної школи клубу «Цюрих». З 2005 року виступав за резервну команду, в якій провів два сезони, взявши участь у 44 матчах чемпіонату, втім за основу так і не зіграв жодної гри і не пробившись в основу вищолігового колективу в подальшому виступав за нижчолігові клуби «К'яссо», «Конкордія» (Базель) та «Волен».
У липні 2010 року Да Коста приєднався до «Туна», у складі якого дебютував у Суперлізі. У новій команді швидко став основним воротарем, а у сезоні 2011/12 навіть дебютував у єврокубках, зігравши 5 ігор у Лізі Європи.
Своєю грою Давід привернув увагу рідного «Цюрих», до складу якого повернувся 2012 року за 380  тис. євро. Цього разу Давід був основним воротарем і відіграв за команду з Цюриха наступні три сезони своєї ігрової кар'єри. У 2014 році він виграв свій перший трофей, Кубок Швейцарії. Раніше з «Цюрихом» Да Коста ставав чемпіоном Швейцарії в 2007 році, але оскільки він не брав участі в жодній грі турніру, нагороду не отримав.
Протягом 2015—2017 років захищав кольори клубу італійської Серії Б «Новара», після чого повернувся на батьківщину, ставши гравцем «Лугано». Станом на 25 травня 2019 року відіграв за команду з Лугано 36 матчів в національному чемпіонаті.

## Титули і досягнення
- Володар Кубка Швейцарії (1):

«Цюрих»: 2013–14